# Hulsmann
Hulsmann is een Nederlands historisch merk van fietsen en lichte motorfietsen.
De bedrijfsnaam was: Rijwiel- en Motorenfabriek J.D. Hulsmann, Schiedam
Hulsmann produceerde al sinds 1904 fietsen, waarvoor al sinds 1914 eigen frames gemaakt werden.
In december 1939 presenteerde men een motorfiets met een 125cc-Villiers 9D-tweetaktmotortje, dat insprong op de Onder-de-zestiger-klasse. Dat was een belastingsklasse die al sinds 1935 bestond, waarbij eigenaren van een motorfiets onder de zestig kilogram vrijgesteld werden van personele belasting. Met het uitkomen van de 125cc-Hulsmann was die markt al behoorlijk verzadigd door merken als Batavus, Eysink, Simplex en Sparta. Na het uitbreken van de Tweede Wereldoorlog ontstond er niet alleen materiaalschaarste, waardoor de productie in 1941 stilgelegd moest worden, maar ook de "Onder-de-zestig"-regeling verviel. Ze werd door de Duitse bezetter vervangen door een belastings- en rijbewijsvrije klasse tot 125 cc. Fabrikanten konden zich nu dus ook richten op zwaardere modellen. Gedurende de oorlogsjaren ging de fietsproductie door en kon men ook aan de ontwikkeling van de motorfiets werken, maar tot 1950 werden er geen Villiers-motoren geleverd. Hulsmann ontwikkelde in die tijd wel een bijzonder frame, waarbij een deel van het achterframe tevens de uitlaat vormde. Toen men in 1950 terug op de markt kwam had de machine de gemoderniseerde Villiers 10D-motor. In 1951 volgde een luxe model met een valbeugel en een kettingkast. In 1953 verscheen een 200cc-model met een Villiers 6E-blokje.
In 1954 verscheen nog een prototype met een 225cc-blok, schommelvoorvork en swingarm-achtervering. Een veel modernere machine dan haar voorgangers, maar ze zou nooit in productie gaan. In 1955 verdween het merk Hulsmann van de markt.